# Glenn Michibata
Glenn Michibata (ur. 13 czerwca 1962 w Toronto) – kanadyjski tenisista, reprezentant w Pucharze Davisa, olimpijczyk z Seulu (1988).

## Kariera tenisowa
Jako zawodowy tenisista Michibata występował w latach 1983–1993.
W grze podwójnej Kanadyjczyk wygrał 4 turnieje rangi ATP World Tour spośród 27 rozegranych finałów. W 1990 roku był finalistą Australian Open wspólnie z Grantem Connellem. Kanadyjczycy przegrali spotkanie o tytuł z parą Pieter Aldrich–Danie Visser.
W latach 1982–1992 Michibata grał dla reprezentacji Kanady w Pucharze Davisa. Rozegrał łącznie 28 meczów, z których w 11 triumfował.
W 1988 roku zagrał na igrzyskach olimpijskich w Seulu w konkurencji gry podwójnej, z której odpadł w 1 rundzie z Duńczykami Mortenem Christensenem i Michaelem Tausonem. Partnerem deblowym Michibaty w turnieju był Grant Connell.
W rankingu gry pojedynczej najwyżej był na 48. miejscu (7 kwietnia 1986), a w klasyfikacji gry podwójnej na 5. pozycji (8 lipca 1991).

### Finały w turniejach ATP World Tour
| Legenda                                      |
| -------------------------------------------- |
| Wielki Szlem                                 |
| Igrzyska olimpijskie                         |
| Tennis Masters Cup / ATP Finals              |
| ATP Masters Series / ATP Tour Masters 1000   |
| ATP International Series Gold / ATP Tour 500 |
| ATP International Series / ATP Tour 250      |

#### Gra podwójna (4–23)
| Końcowy wynik | Nr  | Data                | Turniej                    | Nawierzchnia    | Partner           | Przeciwnicy                        | Wynik finału       |
| ------------- | --- | ------------------- | -------------------------- | --------------- | ----------------- | ---------------------------------- | ------------------ |
| Finalista     | 1.  | 5 sierpnia 1984     | Livingston                 | Twarda          | Paul Annacone     | Scott Davis Ben Testerman          | 4:6, 4:6           |
| Finalista     | 2.  | 24 lutego 1985      | Toronto                    | Dywanowa (hala) | Glenn Layendecker | Peter Fleming Anders Järryd        | 6:7, 2:6           |
| Finalista     | 3.  | 3 stycznia 1988     | Wellington                 | Twarda          | Broderick Dyke    | Dan Goldie Rick Leach              | 2:6, 3:6           |
| Zwycięzca     | 1.  | 21 sierpnia 1988    | Livingston                 | Twarda          | Grant Connell     | Marc Flur Sammy Giammalva Jr.      | 2:6, 6:4, 7:5      |
| Finalista     | 4.  | 9 października 1988 | Brisbane                   | Twarda (hala)   | Grant Connell     | Eric Jelen Carl-Uwe Steeb          | 4:6, 1:6           |
| Finalista     | 5.  | 8 stycznia 1989     | Wellington                 | Twarda          | Rill Baxter       | Peter Doohan Laurie Warder         | 6:3, 2:6, 3:6      |
| Finalista     | 6.  | 28 stycznia 1990    | Australian Open, Melbourne | Twarda          | Grant Connell     | Pieter Aldrich Danie Visser        | 4:6, 6:4, 1:6, 4:6 |
| Finalista     | 7.  | 25 lutego 1990      | Filadelfia                 | Dywanowa (hala) | Grant Connell     | Rick Leach Jim Pugh                | 6:3, 4:6, 2:6      |
| Zwycięzca     | 2.  | 22 kwietnia 1990    | Seul                       | Twarda          | Grant Connell     | Jason Stoltenberg Todd Woodbridge  | 7:6, 6:4           |
| Zwycięzca     | 3.  | 22 lipca 1990       | Waszyngton                 | Twarda          | Grant Connell     | Jorge Lozano Todd Witsken          | 6:3, 6:7, 6:2      |
| Finalista     | 8.  | 19 sierpnia 1990    | Indianapolis               | Twarda          | Grant Connell     | Scott Davis David Pate             | 6:7, 6:7           |
| Finalista     | 9.  | 13 stycznia 1991    | Auckland                   | Twarda          | Grant Connell     | Sergio Casal Emilio Sánchez        | 6:4, 3:6, 4:6      |
| Finalista     | 10. | 3 marca 1991        | Chicago                    | Dywanowa (hala) | Grant Connell     | Scott Davis David Pate             | 4:6, 7:5, 6:7      |
| Finalista     | 11. | 7 kwietnia 1991     | Hongkong                   | Twarda          | Robert Van’t Hof  | Patrick Galbraith Todd Witsken     | 2:6, 4:6           |
| Zwycięzca     | 4.  | 28 kwietnia 1991    | Singapur                   | Twarda          | Grant Connell     | Stefan Kruger Christo Van Rensburg | 6:4, 5:7, 7:6      |
| Finalista     | 12. | 16 czerwca 1991     | Londyn                     | Trawiasta       | Grant Connell     | Todd Woodbridge Mark Woodforde     | 4:6, 6:7           |
| Finalista     | 13. | 28 lipca 1991       | Montreal                   | Twarda          | Grant Connell     | Patrick Galbraith Todd Witsken     | 4:6, 6:3, 1:6      |
| Finalista     | 14. | 4 sierpnia 1991     | Los Angeles                | Twarda          | Brad Pearce       | Javier Frana Jim Pugh              | 5:7, 6:2, 4:6      |
| Finalista     | 15. | 11 sierpnia 1991    | Cincinnati                 | Twarda          | Grant Connell     | Ken Flach Robert Seguso            | 7:6, 4:6, 5:7      |
| Finalista     | 16. | 29 września 1991    | Brisbane                   | Twarda          | John Fitzgerald   | Todd Woodbridge Mark Woodforde     | 6:7, 3:6           |
| Finalista     | 17. | 12 stycznia 1992    | Auckland                   | Twarda          | Grant Connell     | Wayne Ferreira Jim Grabb           | 4:6, 3:6           |
| Finalista     | 18. | 5 kwietnia 1992     | Singapur                   | Twarda          | Grant Connell     | Todd Woodbridge Mark Woodforde     | 7:6, 2:6, 4:6      |
| Finalista     | 19. | 23 sierpnia 1992    | Indianapolis               | Twarda          | Grant Connell     | Jim Grabb Richey Reneberg          | 6:7, 2:6           |
| Finalista     | 20. | 4 kwietnia 1993     | Osaka                      | Twarda          | David Pate        | Mark Keil Christo Van Rensburg     | 6:7, 3:6           |
| Finalista     | 21. | 11 kwietnia 1993    | Tokio                      | Twarda          | David Pate        | Ken Flach Rick Leach               | 6:2, 3:6, 4:6      |
| Finalista     | 22. | 20 czerwca 1993     | Manchester                 | Trawiasta       | Stefan Kruger     | Ken Flach Rick Leach               | 4:6, 1:6           |
| Finalista     | 23. | 1 sierpnia 1993     | Montreal                   | Twarda          | David Pate        | Jim Courier Mark Knowles           | 4:6, 6:7           |